# Лупаленко, Юрий Георгиевич
Юрий Георгиевич Лупаленко (род. 7 июля 1961, Измаил, Одесская область - 11 апреля 2021, Одесса) — советский и украинский шоссейный и трековый велогонщик и тренер.

## Биография
Родился 7 июля 1961 в городе Измаил одесской области. Окончил Одесский кооперативный техникум в 1983, высшее образование получил в Одесском педагогическом институте в 1992 г. Мастер спорта международного класса на треке (1981), на шоссе (1983).
Обладатель Кубков Европы в 1983 году, соревнования проходили в Бассано-дель-Граппа (Италия) — командная гонка на 4 км. Кубка Европы за победу в командной гонке на 4 км, проходившей в городе Брно (Чехословакия), в 1985 году. В индивидуальной гонке, установил рекорд Европы на дистанции 4 км, показав время 4 минуты 43 секунды. Призёр соревнований проходивших в Колумбии «Gran Caracol de Pista» в октябре 1984. Убедительная победа — первый в индивидуальной гонке, установил новый рекорд мира на дистанции 4 км — 4 мин. 35,98 сек. Пришел первым в командной гонке на соревнованиях «Гран-При Монтерони» 1984 (Италия) и второе место в индивидуальной гонке На дистанции в 4 км. Победитель спартакиады дружественных армий (Прага) 1983, первое место в командной гонке, второе место в индивидуальной гонке — на дистанции в 4 км. Победитель группы в гонке на выбывание — «Большой приз Гостелерадио СССР» (Москва) 1987 на треке. Призёр шоссейных гонок «Олимпия Тур» (Нидерланды). Первые места в командном зачёте и активного спринтера. Призёр «Тур Марокко» в 1983 году, где пришёл вторым в командном зачете и четвертым в личном зачете. Призёр The Tour of Sweden (Postgirot Open) в Швеции, где взял второе место в зачёте активного спринтера. Победитель «Тура Греции» в 1985 году, первое место в командном зачете и актив. спринтер. Рекордсмен мира — в 1988 году, на треке — дистанция 100 км — установил мировой рекорд 2 часа 11 мин. 20 сек. и улучшил свое время, преодолев ту же дистанцию за 2 часа, 10 мин. 18 сек в 1991 году. Призёр в часовой гонке среди любителей, в 1989 году, на дистанции 48 км — 35 м. 4 кратный рекордсмен мира и Европы, 8 кратный рекордсмен СССР, 12 кратный рекордсмен Украины. Многократный чемпион и Призёр чемпионатов СССР и Украины; Многократный Призёр соревнований среди юниоров. Член сборной команды СССР по велоспорту (1981—1987). Выступал за одесские спортивные общества «Колос» (1976-80) и ЦСКА (1981—1992). Работал главным менеджером профессионального клуба по легкой атлетике «SCC Berlin — German sports club» (1993—2000), тренером спортивного общества «Колос» (2000—2002), заместителем председателя областного совета спортивного общества «Спартак» (2005—2007). Основатель одесского велоклуба «Рекордсмен мира Лупаленко Ю. Г.», где совмещал организационную и тренерскую работу (2003—2007). Ушёл из жизни 11 апреля 2021, в г. Одесса.